# Finala Campionatului European de Fotbal 1968
Finala Campionatului European de Fotbal 1968 a fost o serie de două meciuri de fotbal disputate pe Stadio Olimpico din Roma pe 8 și 10 iunie 1968, pentru a stabili câștigătoarea Campionatului European din 1968. A fost a treia finală a competiției desfășurate din patru în patru ani și organizate de UEFA pentru echipele naționale. În finală s-au înfruntat Italia și Iugoslavia. În drum spre finală, Italia a câștigat grupa din runda de calificare, care includea România, Cipru și Elveția. După ce în sferturile de finală au învins Bulgaria în două manșe, italienii au ajuns în finală după ce au câștigat o tragere la sorți, care a decis rezultatul semifinalei împotriva Uniunii Sovietice, care s-a încheiat fără goluri după prelungiri. Iugoslavia a câștigat grupa de calificare care a inclus Albania și Germania de Vest, înainte de a învinge Franța cu 6–2 la general în sferturile de finală în două manșe și Anglia cu 1–0 în semifinale.
Finala a avut loc inițial pe 8 iunie, în fața a 68.817 spectatori. Scorul a fost 1-1 după 90 de minute și prelungiri, finala a fost rejucată două zile mai târziu. 32.866 de spectatori au fost prezenți la rejucare, iar Italia a câștigat cu 2-0, obținând în premieră trofeul.

## Detalii primul meci
| Italia         | 1–1 (d.p.) | Iugoslavia |
| -------------- | ---------- | ---------- |
| Domenghini 80' | Raport     | Džajić 39' |

| Italia | Iugoslavia |

| P                    | 22 | Dino Zoff              |
| F                    | 7  | Ernesto Castano        |
| F                    | 5  | Tarcisio Burgnich      |
| F                    | 12 | Aristide Guarneri      |
| F                    | 10 | Giacinto Facchetti (c) |
| M                    | 9  | Angelo Domenghini      |
| M                    | 14 | Giovanni Lodetti       |
| M                    | 11 | Giorgio Ferrini        |
| M                    | 13 | Antonio Juliano        |
| A                    | 2  | Pietro Anastasi        |
| A                    | 16 | Pierino Prati          |
| Selecționer:         |    |                        |
| Ferruccio Valcareggi |    |                        |

| P            | 1  | Ilija Pantelić      |
| F            | 2  | Mirsad Fazlagić (c) |
| F            | 5  | Blagoje Paunović    |
| F            | 6  | Dragan Holcer       |
| F            | 3  | Milan Damjanović    |
| M            | 21 | Dobrivoje Trivić    |
| M            | 15 | Miroslav Pavlović   |
| M            | 16 | Jovan Aćimović      |
| A            | 7  | Ilija Petković      |
| A            | 11 | Dragan Džajić       |
| A            | 9  | Vahidin Musemić     |
| Selecționer: |    |                     |
| Rajko Mitić  |    |                     |

## Detalii meciul doi
| Italia                | 2–0    | Iugoslavia |
| --------------------- | ------ | ---------- |
| Riva 12' Anastasi 31' | Raport |            |

| Italia | Iugoslavia |

| P                    | 22 | Dino Zoff              |
| F                    | 20 | Sandro Salvadore       |
| F                    | 12 | Aristide Guarneri      |
| F                    | 19 | Roberto Rosato         |
| F                    | 5  | Tarcisio Burgnich      |
| F                    | 10 | Giacinto Facchetti (c) |
| M                    | 15 | Sandro Mazzola         |
| M                    | 8  | Giancarlo De Sisti     |
| A                    | 9  | Angelo Domenghini      |
| A                    | 2  | Pietro Anastasi        |
| A                    | 17 | Gigi Riva              |
| Selecționer:         |    |                        |
| Ferruccio Valcareggi |    |                        |

| P            | 1  | Ilija Pantelić      |
| F            | 2  | Mirsad Fazlagić (c) |
| F            | 5  | Blagoje Paunović    |
| F            | 6  | Dragan Holcer       |
| F            | 3  | Milan Damjanović    |
| M            | 21 | Dobrivoje Trivić    |
| M            | 15 | Miroslav Pavlović   |
| M            | 16 | Jovan Aćimović      |
| A            | 22 | Idriz Hošić         |
| A            | 9  | Vahidin Musemić     |
| A            | 11 | Dragan Džajić       |
| Selecționer: |    |                     |
| Rajko Mitić  |    |                     |